# Waghäusel
Die Große Kreisstadt Waghäusel liegt am Nordrand des Landkreises Karlsruhe in Baden-Württemberg. Sie besteht aus drei Stadtteilen (Kirrlach, Wiesental, Waghäusel) und ist nach dem kleinsten und jüngsten dieser drei benannt.

## Geographie

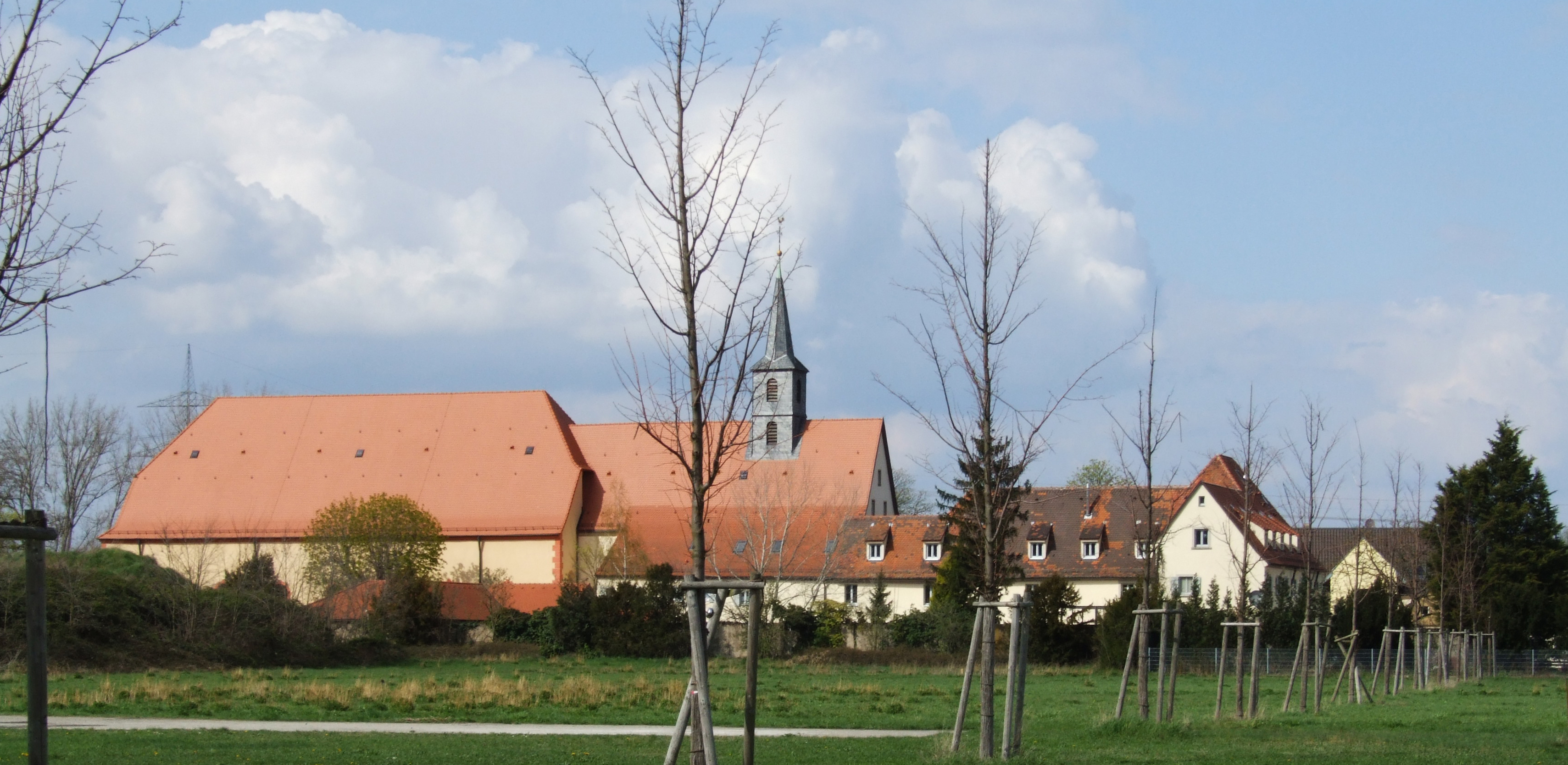
Kloster Waghäusel

### Geographische Lage
Waghäusel liegt in der Oberrheinischen Tiefebene, etwa in der Mitte zwischen den Städten Karlsruhe und Mannheim.

### Stadtgliederung
Die Stadt Waghäusel besteht aus den drei Stadtteilen Waghäusel (1.174 Einwohner), Kirrlach (9.753 Einwohner) und Wiesental (10.598 Einwohner). Die räumlichen Grenzen der Stadtteile sind diejenigen der früheren Gemeinden gleichen Namens mit Ausnahme des Gebietes im Geltungsbereich des Bebauungsplanes „Gewerbegebiet Löcherjagen II“, das früher zum Gebiet der Gemeinde Waghäusel gehörte, heute jedoch zum Stadtteil Kirrlach. Die Stadtteile bilden zugleich Wohnbezirke im Sinne der baden-württembergischen Gemeindeordnung.
Zu den Stadtteilen Kirrlach und Waghäusel gehören jeweils nur die gleichnamigen Dörfer. Zum Stadtteil Wiesental gehören das Dorf Wiesental und die Häuser bei der Schönborner (Neudorfer) Mühle, Bahnstation Waghäusel und Bahnstation Wiesental.
Der flächenmäßig größte Stadtteil ist Wiesental mit 2.124 ha, gefolgt von Kirrlach mit 1.938 ha und Waghäusel mit 222 ha. Die Gesamtfläche der Gemarkung beträgt somit 4.284 ha. Hiervon sind 844 ha Siedlungs- und Verkehrsfläche, 1.268 ha landwirtschaftlich genutzt, sowie 2.172 ha mit Wald, Wasser und sonstige Fläche.

### Klima
In Waghäusel herrscht ein für das Rheintal typisches Klima, welches trotz der nördlichen geographischen Lage (49° Nord) aufgrund der Nähe zum Atlantik sehr mild ist. Nach der Köppen-Geiger-Klassifikation herrscht Cfb-Klima. Die durchschnittliche jährliche Temperatur liegt bei 11,4 °C, womit Waghäusel in einer der wärmsten Gegenden Deutschlands liegt. Im langjährigen Mittel (1991–2020) verzeichnete Waghäusel im durchschnittlichen Jahr 71 Sommertage und 22 Hitzetage. Im Jahresschnitt fällt 672 Liter Niederschlag, welcher sich ziemlich gleichmäßig über das Jahr verteilt.
|                        | Jan  | Feb  | Mär  | Apr  | Mai  | Jun  | Jul  | Aug  | Sep  | Okt  | Nov  | Dez  |   |      |
| Mittl. Temperatur (°C) | 2,5  | 3,4  | 7,2  | 11,4 | 15,6 | 19,1 | 21,0 | 20,4 | 15,8 | 11,0 | 6,2  | 3,3  | ⌀ | 11,4 |
| Mittl. Tagesmax. (°C)  | 5,3  | 7,4  | 12,1 | 17,3 | 21,2 | 24,8 | 26,8 | 26,6 | 21,6 | 15,7 | 9,4  | 5,9  | ⌀ | 16,2 |
| Mittl. Tagesmin. (°C)  | −0,4 | 0,0  | 2,5  | 5,6  | 9,8  | 13,3 | 15,3 | 14,8 | 10,8 | 7,0  | 3,3  | 0,7  | ⌀ | 6,9  |
|                        |      |      |      |      |      |      |      |      |      |      |      |      |   |      |
| Niederschlag (mm)      | 49,3 | 44,1 | 47,5 | 40,8 | 69,7 | 64,0 | 66,8 | 55,6 | 54,8 | 57,9 | 59,1 | 62,4 | Σ | 672  |

| −0,4 |

| 0,0 |

| 2,5 |

| 5,6 |

| 9,8 |

| 13,3 |

| 15,3 |

| 14,8 |

| 10,8 |

| 7,0 |

| 3,3 |

| 0,7 |

| −0,4 |

| 0,0 |

| 2,5 |

| 5,6 |

| 9,8 |

| 13,3 |

| 15,3 |

| 14,8 |

| 10,8 |

| 7,0 |

| 3,3 |

| 0,7 |

|                        | Jan  | Feb  | Mär  | Apr  | Mai  | Jun  | Jul  | Aug  | Sep  | Okt  | Nov  | Dez  |   |       |
| Mittl. Temperatur (°C) | 3,1  | 4,3  | 7,4  | 11,8 | 15,5 | 20,1 | 22,1 | 21,6 | 16,4 | 11,3 | 6,7  | 4,6  | ⌀ | 12,1  |
| Mittl. Tagesmax. (°C)  | 5,9  | 8,6  | 12,5 | 18,3 | 21,5 | 26,0 | 28,4 | 28,2 | 22,8 | 16,3 | 10,2 | 7,3  | ⌀ | 17,2  |
| Mittl. Tagesmin. (°C)  | 0,2  | 0,6  | 2,4  | 5,2  | 9,5  | 14,1 | 15,7 | 15,6 | 10,8 | 7,1  | 3,4  | 1,9  | ⌀ | 7,2   |
|                        |      |      |      |      |      |      |      |      |      |      |      |      |   |       |
| Niederschlag (mm)      | 59,7 | 40,8 | 44,7 | 31,1 | 65,0 | 63,4 | 42,5 | 37,2 | 50,6 | 46,1 | 53,9 | 53,8 | Σ | 588,8 |

| 0,2 |

| 0,6 |

| 2,4 |

| 5,2 |

| 9,5 |

| 14,1 |

| 15,7 |

| 15,6 |

| 10,8 |

| 7,1 |

| 3,4 |

| 1,9 |

| 0,2 |

| 0,6 |

| 2,4 |

| 5,2 |

| 9,5 |

| 14,1 |

| 15,7 |

| 15,6 |

| 10,8 |

| 7,1 |

| 3,4 |

| 1,9 |

Die globale Erwärmung äußert sich in Waghäusel am deutlichsten durch heißer und trockener werdende Sommer. Durch den Klimawandel erreichte Waghäusel im Zeitraum 2015–2020 fast identische Werte wie die südfranzösische Stadt Valence im alten Klimamittel 1981–2010, wodurch in naher Zukunft von einem subtropisch-feuchten Klima (CFA) oder sogar von einem mediterranen Klima (CSA) ausgegangen werden kann. Die Wetterstation im Stadtteil Kirrlach gehört regelmäßig zu den Stationen mit den höchsten Temperaturmesswerten Deutschlands, die bisher höchste Temperatur wurde mit 39,8 Grad am 25. Juli 2019 aufgezeichnet. Im Jahr 2025 war Waghäusel laut Auskunft des Deutschen Wetterdienstes der erste Ort in ganz Deutschland, an dem am 2. Mai mit 30,4 Grad ein heißer Tag verzeichnet wurde.

## Geschichte

### Bis zum 19. Jahrhundert
Das Gebiet des heutigen Waghäusel kam durch Schenkungen der Salierkaiser Heinrich III. und Heinrich IV. zwischen 1056 und 1063 an das Hochstift Speyer, wo es bis zur Säkularisation der Fürstbistümer aufgrund des Reichsdeputationshauptschlusses 1806 blieb. Anschließend kam das Gebiet an das Großherzogtum Baden.

Gedenktafel für die gefallenen badischen Revolutionäre

Im Gefecht bei Waghäusel am 21. Juni 1849 standen sich badische Revolutionstruppen unter Franz Sigel und eine Invasionsarmee unter preußischer Führung gegenüber. Die badischen Truppen konnten die Invasoren an diesem Tag zwar schlagen, doch sie setzten nicht konsequent genug nach, so dass sich die Preußen reorganisieren konnten und die Revolutionäre schließlich aufrieben.

### 20. und 21. Jahrhundert
Die heutige Gemeinde wurde am 1. Januar 1975 durch Vereinigung der Gemeinden Waghäusel, Wiesental und Kirrlach gebildet. Ursprünglich sollte die neue Verbandsgemeinde den Namen Lusshardt erhalten. Bis zur Kreisreform am 1. Januar 1973 gehörten alle drei Ortsteile zum Landkreis Bruchsal.
Die Erhebung zur Stadt erfolgte zum 1. Mai 1984. Seit 2003 ist Waghäusel ein Unterzentrum. Die Marke von 20.000 Einwohnern wurde 2005 überschritten.
Auf Antrag der Stadt hat das Landeskabinett Baden-Württembergs in seiner Sitzung am 30. April 2013 beschlossen, die Stadt Waghäusel zum 1. September 2013 zur Großen Kreisstadt zu ernennen. Damit wurde sie die 93. Große Kreisstadt in Baden-Württemberg.

### Ortsteile

#### Waghäusel
Die Ortschaft Waghäusel selbst hat ihren Ursprung in einem 1616 von Kapuzinern auf Einladung von Fürstbischof Philipp Christoph von Sötern gegründeten Kloster neben der Marienwallfahrtskirche. Erst mit dem Bau eines Jagdschlosses, der Eremitage, 1724 bis 1729 durch Fürstbischof Hugo Damian von Schönborn siedelte sich jedoch eine größere Anzahl von Menschen an. Trotzdem blieb die Siedlung lange unselbständig, seit 1847 gehörte sie zu Oberhausen. Erst 1930 wurde Waghäusel selbständig. 1945 zählte Waghäusel 298 und 1950 bereits 329 Einwohner; davon waren 63 Heimatvertriebene. Bis 1973 gehörte die Gemeinde zum Landkreis Bruchsal, der dann im Landkreis Karlsruhe aufging.

#### Kirrlach
Kirrlach wurde erstmals 1234 in einer Urkunde des Stiftes St. German bei Speyer erwähnt. Die Urkunde vom 4. Mai 1234 nennt den ursprünglichen Namen von Kirrlach: Kirloch („Kirche im Wald“). Diese Urkunde ist unbeschädigt erhalten und wird im Generallandesarchiv in Karlsruhe aufbewahrt. Kirrlach gehörte damals (und bis 1806) zum Hochstift Speyer.
Während des Zweiten Weltkrieges befand sind im Gewann Löcherjagen ein Militärflughafen. Dennoch wurde der Ort nur am 27. März 1945 bei einem Artilleriebeschuss kaum beschädigt, bei dem drei Menschen ums Leben gekommen sind. Am 1. April 1945 starben zwei Kirrlacher bei der Reparatur eines Geschützes. 1945 zählte Kirrlach 4649 und 1950 bereits 6134 Einwohner; davon waren 750 Heimatvertriebene.

#### Wiesental
Bereits in römischer Zeit war das Gebiet besiedelt. In der Gemarkung von Wiesental liegt das Kastell Wagbach aus dem späten 1. Jahrhundert und ein dazugehöriger Vicus. Die Gründung des neuzeitlichen Ortes Wiesental erfolgte 1297 auf Anweisung von Fürstbischof Friedrich von Bolanden. Die planmäßige Anlage als Straßendorf längs des Wagbachs ist noch in der Parzellierung der Grundstücke längs der Kirchstraße bzw. Wagbachstraße zu erkennen, die bis auf wenige Bauten in den Querstraßen bei der Kirche noch im 18. Jahrhundert die gesamte Bebauung des Ortes ausmachten. Aufgrund der Säkularisation fiel Wiesental ebenfalls 1806 an Baden. Bis ins frühe 20. Jahrhundert entstand mit der Schanzen- bzw. Lußhardtstraße eine westliche Siedlungserweiterung parallel zur älteren Siedlungsstruktur, seine heutige Ausdehnung hat der Ort im Wesentlichen erst im späten 20. Jahrhundert erreicht.
Während des Zweiten Weltkrieges wurde Wiesental in der Nacht vom 6. auf den 7. Mai 1942 durch eine Luftmine am unteren Ende der Lußhardtstraße und am 21. Januar 1945 weitere Gebiete bombardiert, wodurch insgesamt 41 Menschen ums Leben gekommen sind und über 100 Gebäude, wie etwa die Kirche, zum Teil stark beschädigt wurden. 1945 zählte Wiesental 4809 und 1950 bereits 5977 Einwohner; davon waren 615 Heimatvertriebene.

## Religion
Der überwiegende Teil der Bevölkerung gehört der römisch-katholischen Kirche an. Auch heute gibt es in allen drei Teilorten eine römisch-katholische Kirche. Durch die Bevölkerungsentwicklung gibt es eine evangelische Gemeinde sowie eine Moschee in der Stadt. Auch gibt es zwei Gemeinden der Zeugen Jehovas, Waghäusel-Ost und Waghäusel-West. Die evangelische Kirchengemeinde besteht seit 1860 und hatte über 100 Jahre ihr Zentrum in einem großen Betsaal in der Eremitage direkt neben dem Kloster und der Wallfahrtskirche.

## Politik

### Bürgermeister, seit 2013 Oberbürgermeister
- 1975–1999: Robert Straub, CDU
- 1999–2022: Walter Heiler, SPD
- seit 2022: Thomas Deuschle, CDU

Walter Heiler trat Ende Mai 2022 ein Jahr vor dem regulären Ende seiner Amtszeit in den Ruhestand ein. Am 20. März 2022 wurde Thomas Deuschle (CDU) im zweiten Wahlgang mit 59,5 Prozent der Stimmen zum Oberbürgermeister von Waghäusel gewählt. Er trat sein Amt am 1. Juni 2022 an.

### Gemeinderat
Der Gemeinderat hat 26 ehrenamtliche Mitglieder, die für fünf Jahre gewählt werden. Die Gemeinderäte führen die Bezeichnung Stadtrat. Hinzu kommt der Oberbürgermeister als stimmberechtigter Gemeinderatsvorsitzender.
Die bis zur Wahl 2019 angewandte Unechte Teilortswahl wurde per Gemeinderatsbeschluss vom 25. Juli 2022 abgeschafft.
Die Kommunalwahl 2024 führte zu folgendem Ergebnis (in Klammern: Unterschied zu 2019):
| Gemeinderat 2024                                    | Gemeinderat 2024 | Gemeinderat 2024 | Gemeinderat 2024 | Gemeinderat 2024 |
| Partei / Liste                                      | Stimmenanteil    | Sitze            |                  |                  |
| --------------------------------------------------- | ---------------- | ---------------- | ---------------- | ---------------- |
| CDU                                                 | 24,0 % (−2,0)    | 6 (−1)           |                  |                  |
| Freie Wähler                                        | 17,4 % (+0,7)    | 5 (±0)           |                  |                  |
| Unabhängige Bürger für Waghäusel (Die Unabhängigen) | 15,2 % (+4,3)    | 4 (+1)           |                  |                  |
| AfD                                                 | 14,9 % (+9,1)    | 4 (+2)           |                  |                  |
| SPD                                                 | 13,5 % (−4,4)    | 3 (−2)           |                  |                  |
| Junge Liste (JL)                                    | 7,3 % (−2,9)     | 2 (−1)           |                  |                  |
| Grüne                                               | 7,2 % (+3,6)     | 2 (+1)           |                  |                  |
| Waghäusel – innovativ und nachhaltig (WIN)          | 1,7 % (+1,7)     | 0 (±0)           |                  |                  |
| Neues Engagement für Waghäusel (NEW)                | n. a. (−8,9)     | 0 (−2)           |                  |                  |
| Wahlbeteiligung: 61,7 % (+4,0)                      |                  |                  |                  |                  |

### Wappen
Blasonierung: In gespaltenem Schild vorn in Gold eine rote Kapelle, hinten in Blau ein durchgehendes geschliffenes silbernes Kreuz.
Die Kapelle stellt die namensgebende Wallfahrtskirche Waghäusel dar. Das Speyrer Kreuz weist auf die jahrhundertelange Zugehörigkeit zum Hochstift Speyer hin.
Das Wappen der ehemaligen Gemeinde Waghäusel vor der Gemeindereform zeigt in Silber drei blaue Zuckerhüte. Die Zuckerhüte nehmen Bezug auf die 1837 gegründete Zuckerraffinerie, das Wappen wurde anlässlich der Erhebung zur selbstständigen Gemeinde 1930 verliehen. Das Wappen der ehemaligen Gemeinde Kirrlach zeigt in Grün ein aufrecht stehendes, nach rechts gewendetes silbernes Beil mit schwarzem Stiel. Bei dem Beil handelt es sich auf alten Siegeln aus dem 18. Jahrhundert noch um eine Fleischhacke, deren Form sich später zum Beil gewandelt hat. Die Beschreibung als Beil wurde auf Wunsch der Gemeinde bei der Wappenverleihung 1959 beibehalten. Das Wappen der ehemaligen Gemeinde Wiesental zeigt in Blau ein silbernes Herz. Das Herz geht auf ein Wiesentaler Gerichtssiegel von 1767 zurück, das ein Herz über einem sechsstrahligen Stern gezeigt hat. Seit dem frühen 19. Jahrhundert kam nur noch das Herz in Siegeln zur Abbildung. Das Wappen mit Herz in den speyerischen Farben wurde 1907 festgelegt.

### Partnerschaften
Waghäusel hat Städtepartnerschaften mit folgenden Städten im Ausland:
- Caldicot in Wales (Vereinigtes Königreich)
- Flattach in Kärnten (Österreich)
- Szigetújfalu im Komitat Pest (Ungarn)

## Wirtschaft und Infrastruktur

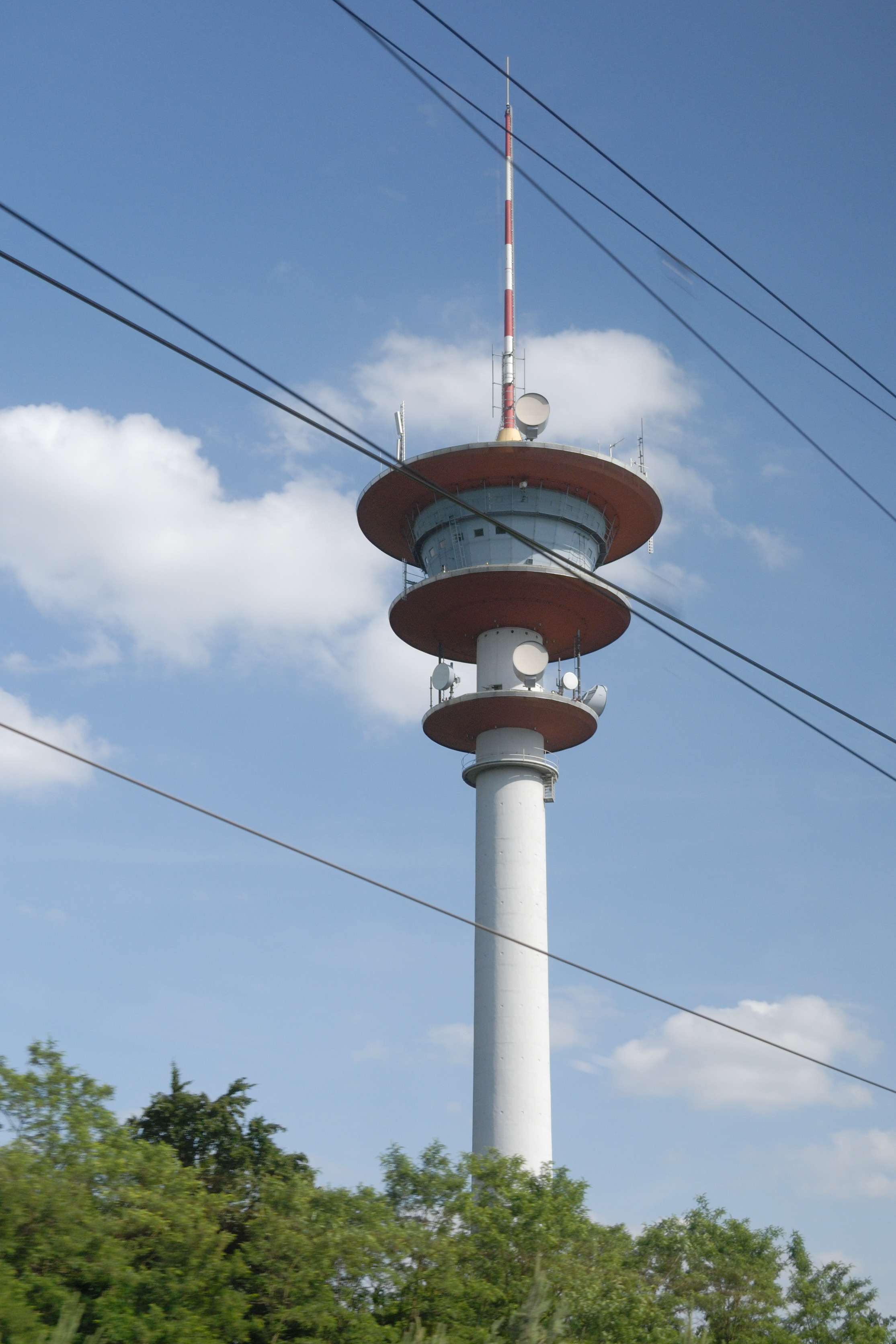
Fernmeldeturm Waghäusel-Wiesental

### Wirtschaft
In der Stadt sind zum Beispiel folgende Unternehmen ansässig: Pfaudler, Gritec (Hersteller von Technikgebäuden), Gesellschaft für Oeltechnik (Apparate für verfahrenstechnische Anlagen), Berry Plastics und Flaboform (Großhandel im Industriebereich).
Bis zum Jahr 1995 bestand eine Produktionsstätte der Südzucker AG. Auf dem Gelände des ehemaligen Werkes haben sich neue Unternehmen angesiedelt.

### Verkehr

#### Fernstraßen
Die fünf Kilometer entfernte Anschlussstelle Kronau/Waghäusel der A 5 bindet die Stadt an das Fernstraßennetz an. Die Landesstraße 560 (ehemals Bundesstraße 36 Mannheim – Lahr/Schwarzwald) führt an der Stadt vorbei.

#### Bahn- und Busverkehr
In Waghäusel gibt es zwei Bahnstationen, die beide an der Bahnstrecke Mannheim–Rastatt liegen und von der Deutschen Bahn im Halbstundentakt bedient werden. Der Bahnhof Waghäusel grenzt an den Südwesten des Stadtteils Waghäusel. Der Haltepunkt Wiesental liegt im Südwesten des Stadtteils Wiesental. Im Zuge der zweiten Ausbaustufe der S-Bahn Rhein-Neckar wurden beide Stationen seit Mitte 2017 bis 2019 S-Bahn-gerecht umgebaut und werden seit Dezember 2020 durch die S-Bahn-Linie S 9 bedient.
Des Weiteren verläuft auch die Schnellfahrstrecke Mannheim–Stuttgart durch Waghäusel. Auf dem Gebiet der großen Kreisstadt befindet sich die Abzweigstelle Waghäusel Saalbach, an welcher Züge auf der Relation Mannheim Hbf–Karlsruhe Hbf von der Schnellfahrstrecke auf die Bahnstrecke Mannheim–Rastatt abzweigen können.
| Linie      | Fahrtverlauf |
| ---------- | --- |
| S 9 / RE 9 | Karlsruhe Hbf – Graben-Neudorf – Wiesental – Waghäusel – Hockenheim – Schwetzingen – Mannheim Hbf (– Biblis – Groß Rohrheim) Stundentakt, mit Verdichtungen zu den Schüler- und Berufspendlerzeiten, RE9 nur von Montag bis Freitag |

Die Stadtteile der Stadt werden ebenso durch die Buslinien 125, 126, 127, 128 und 193 des KVV mit dem Umland verbunden.
| Linie | Fahrtverlauf |
| ----- | --- |
| 125   | Kirrlach – Waghäusel – Wiesental – Hambrücken – Forst – Bruchsal – Karlsdorf – Spöck – Karlsruhe (täglicher Halbstundentakt). An Werktagen wird zwischen Kirrlach und Waghäusel sowie zwischen Forst und Bruchsal ein 15-Minuten-Takt angeboten. |
| 126   | Waghäusel – Wiesental – Graben-Neudorf (nur an Schultagen) |
| 127   | Wiesental – Philippsburg (nur an Schultagen) |
| 128   | Altlußheim – Rheinhausen – Oberhausen – Waghäusel (fährt im Halbstundentakt von Montag bis Samstag, an Sonn- und Feiertagen Anrufsammeltaxi) |
| 193   | Bad Schönborn – Kronau – Kirrlach – Waghäusel – Wiesental – Philippsburg – Rheinsheim (Stundentakt von Montag bis Freitag, an allen anderen Tagen Anrufsammeltaxi)                                                                               |

In Waghäusel treffen zwei Verkehrsverbünde aufeinander; die Stadt (mit allen drei Stadtteilen) gehört sowohl zum Tarifgebiet des Karlsruher Verkehrsverbundes (KVV) als auch zum Tarifgebiet des Verkehrsverbundes Rhein-Neckar (VRN). Fahrkarten beider Verkehrsverbünde werden im Stadtgebiet anerkannt. Für Fahrten zwischen den Stadtteilen werden jedoch ausschließlich Tickets des KVV ausgestellt. Auf der Bahnstrecke Mannheim–Rastatt gilt: Waghäusel ist die letzte Station, an der KVV-Fahrten gelten, Wiesental die letzte, an der die Tickets des VRN gelten. Ansonsten gelten auch Fahrscheine des Baden-Württemberg-Tarif.

#### Radverkehr
Durch eine Alltagsroute aus dem Radnetz Baden-Württemberg sind die Stadtteile Wiesental und Waghäusel über Graben-Neudorf mit Karlsruhe verbunden und in der anderen Richtung an Neulußheim vorbei mit Hockenheim und Schwetzingen.
Waghäusel ist Mitglied der AGFK (Arbeitsgemeinschaft Fahrrad- und Fußverkehrsfreundlicher Kommunen) in Baden-Württemberg.

### Bildung
In der Großen Kreisstadt Waghäusel gibt es neben vier Grundschulen an fünf Standorten eine Realschule. Seit dem Schuljahr 2014/2015 gibt es auch eine Gemeinschaftsschule, an welcher die zwei bisherigen Werkrealschulen auslaufen.
- Bolandenschule I (Grundschule), Wiesental
- Bolandenschule II (Grundschule, Gemeinschaftsschule), Wiesental
- Johann-Peter-Hebel-Realschule, Waghäusel
- Schillerschule (Grundschule), Kirrlach
- Wilhelm-Busch-Grundschule, Waghäusel

Neben den Allgemeinbildenden Schulen gibt es noch die Musikschule Waghäusel-Hambrücken sowie die Volkshochschule mit Außenstellen in Kirrlach und Wiesental.

### Telekommunikation
Im Ortsteil Wiesental befindet sich seit 1969 der Fernmeldeturm Waghäusel, ein 131 Meter hoher Fernmeldeturm (Typenturm vom Typ FMT 6) der Deutschen Telekom in Stahlbetonbauweise.

### Hilfsorganisation THW
Die Bundesanstalt Technisches Hilfswerk (THW), Ortsverband Waghäusel, ist zum Schutz der Bevölkerung schon seit fast 50 Jahren im Waghäuseler Ortsteil Wiesental ansässig. Tätigkeitsschwerpunkte sind Hilfs- und Schutzmaßnahmen nach Unwetter- und Unglücksfällen (z. B. Elbhochwasser 2002) sowie Unterstützung der Polizei und Staatsanwaltschaft nach schweren Verkehrsunfällen, überwiegend auf den Autobahnen A5 und A8. Hierzu zählen vor allem auch Einsätze nach starken Schnee- und Regenfällen sowie nach Stürmen. Außerdem unterstützt die Waghäuseler Spezialeinheit die Polizei bei Verkehrskontrollen mit umfangreicher Beleuchtungsausrüstung.

### Freiwillige Feuerwehr Waghäusel
Die Freiwillige Feuerwehr Waghäusel besteht aus den Abteilungen in den drei Stadtteilen und zählt 93 aktive Einsatzkräfte. Zum Einsatzgebiet gehören neben dem Gemeindegebiet auch die Schnellfahrstrecke Mannheim–Stuttgart sowie die Bundesautobahn 5 in nördlicher Richtung von der Anschlussstelle Kronau/Waghäusel bis zum Autobahnkreuz Walldorf und in südlicher Richtung von der Anschlussstelle Kronau/Waghäusel bis zum Rasthof Bruchsal. Der Einsatzabschnitt auf der Autobahn wird durch den Rüstzug der Abteilung Kirrlach betreut.
Die Jugendfeuerwehr zählt insgesamt 96 Mitglieder und setzt sich aus den Kinder- und Jugendgruppen in den drei Abteilungen zusammen.

#### Abteilung Kirrlach
Die Abteilung Kirrlach hat 36 aktive Einsatzkräfte und 42 Mitglieder in der Kinder- und Jugendfeuerwehr. In Kirrlach sind ein Löschzug und ein Rüstzug, die mit weiteren Fahrzeugen ergänzt werden können, stationiert. Der Schwerpunkt der Einsatzaufgaben ist neben der Brandbekämpfung die Technische Hilfeleistung sowie Gefahrguteinsätze kleineren Umfangs. Im Feuerwehrhaus in Kirrlach ist neben der zentralen Atemschutz- und Schlauchwerkstatt auch das Führungshaus untergebracht. Dieses dient bei Großschadenslage der Führungsgruppe als Einsatzzentrale. Der Fuhrpark besteht aus sieben Fahrzeugen und setzt sich wie folgt zusammen:
- Florian Waghäusel 1/19 – MTF – Mannschaftstransportfahrzeug
- Florian Waghäusel 1/42 – LF 10 – Löschgruppenfahrzeug 10
- Florian Waghäusel 1/44 – LF 16/12 – Löschgruppenfahrzeug 16/12
- Florian Waghäusel 1/47 – TSF – Tragkraftspritzenfahrzeug
- Florian Waghäusel 1/50 – VRW – Vorausrüstwagen
- Florian Waghäusel 1/52 – RW 2 – Rüstwagen 2
- Florian Waghäusel 1/62 – SW 2000 – Schlauchwagen 2000

#### Abteilung Wiesental
In der Abteilung Wiesental engagieren sich 34 aktive Einsatzkräfte und 34 Mitglieder in der Jugendabteilung. Die Abteilung Wiesental beherbergt ebenfalls einen Löschzug. Durch die Vorhaltung eines Tanklöschfahrzeugs ist der Einsatzschwerpunkt auf die Brandbekämpfung gelegt. Der Einsatzleitwagen dient der Führungsgruppe und dem Einsatzleiter an der Einsatzstelle als mobile Einsatzzentrale. Die Fahrzeuge der Abteilung Wiesental sind:
- Florian Waghäusel 2/11 – ELW 1 – Einsatzleitwagen 1
- Florian Waghäusel 2/19 – MTF – Mannschaftstransportfahrzeug
- Florian Waghäusel 2/23 – TLF 16/25 – Tanklöschfahrzeug 16/25
- Florian Waghäusel 2/33 – DLK 23/12 – Drehleiter mit Korb 23/12
- Florian Waghäusel 2/44 – LF 20/16 – Löschgruppenfahrzeug 20/16
- Florian Waghäusel 2/59 – GW-T – Gerätewagen Transport

#### Abteilung Waghäusel
Die Einsatzmannschaft der Abteilung Waghäusel besteht aus 23 Aktiven und die Kinder- und Jugendfeuerwehr aus 20 Mitgliedern. In Waghäusel ist ein Löschgruppenfahrzeug, geländegängiges Tanklöschfahrzeug und ein Mannschaftstransportfahrzeug stationiert. Das geländegängige Tanklöschfahrzeug kommt vor allem bei Wald- und Vegetationsbränden zum Einsatz. Der Fuhrpark besteht aus folgenden Fahrzeugen:
- Florian Waghäusel 3/19 – MTF – Mannschaftstransportfahrzeug
- Florian Waghäusel 3/21 – TLF 8/18 – Tanklöschfahrzeug 8/18
- Florian Waghäusel 3/42 – LF 8/6 – Löschgruppenfahrzeug 8/6

## Sehenswürdigkeiten und Kulturelles

### Sehenswürdigkeiten
In Waghäusel gibt es mehrere interessante und sehenswerte Bauwerke, an denen die Geschichte der Stadt betrachtet werden kann.
- Marienwallfahrtskirche im Stadtteil Waghäusel
- Eremitage – ein achteckiger Schlossbau mit vier Flügeln für Fürstbischof Damian Hugo von Schönborn (Bistum Speyer) auf dem ehemaligen Gelände der Zuckerfabrik, neben der Wallfahrtskirche. Erbaut ab 1724 von Johann Michael Ludwig Rohrer und ab (etwa) 1737 von Johann Balthasar Neumann (1687–1753) erweitert.
- Freiheitsdenkmal bei der Eremitage
- Taglöhnerhaus im Stadtteil Kirrlach
- Gotischer Holzschnitzaltar in der katholischen Kirche St. Kornelius und Cyprian in Kirrlach
- Altdeutsche Weinstube mit Schanklizenz seit dem 15. Juli 1700 im Stadtteil Kirrlach
- Die Hagkapelle in Wiesental am oberen Hagweg
- Katholische Pfarrkirche St. Jodokus, erbaut 1846 im Stadtteil Wiesental, mit Größtem Weihrauchfass der Welt[24]
- Heimatmuseum des Alten Rathauses im Stadtteil Wiesental
- Heimatstube im Stadtteil Wiesental
- Husarendenkmal im Stadtteil Wiesental
- Marienbrunnen des Bildhauers Klaus Ringwald vor dem Rathaus zur Erinnerung an die Erhebung Waghäusels zur Stadt im Jahre 1984

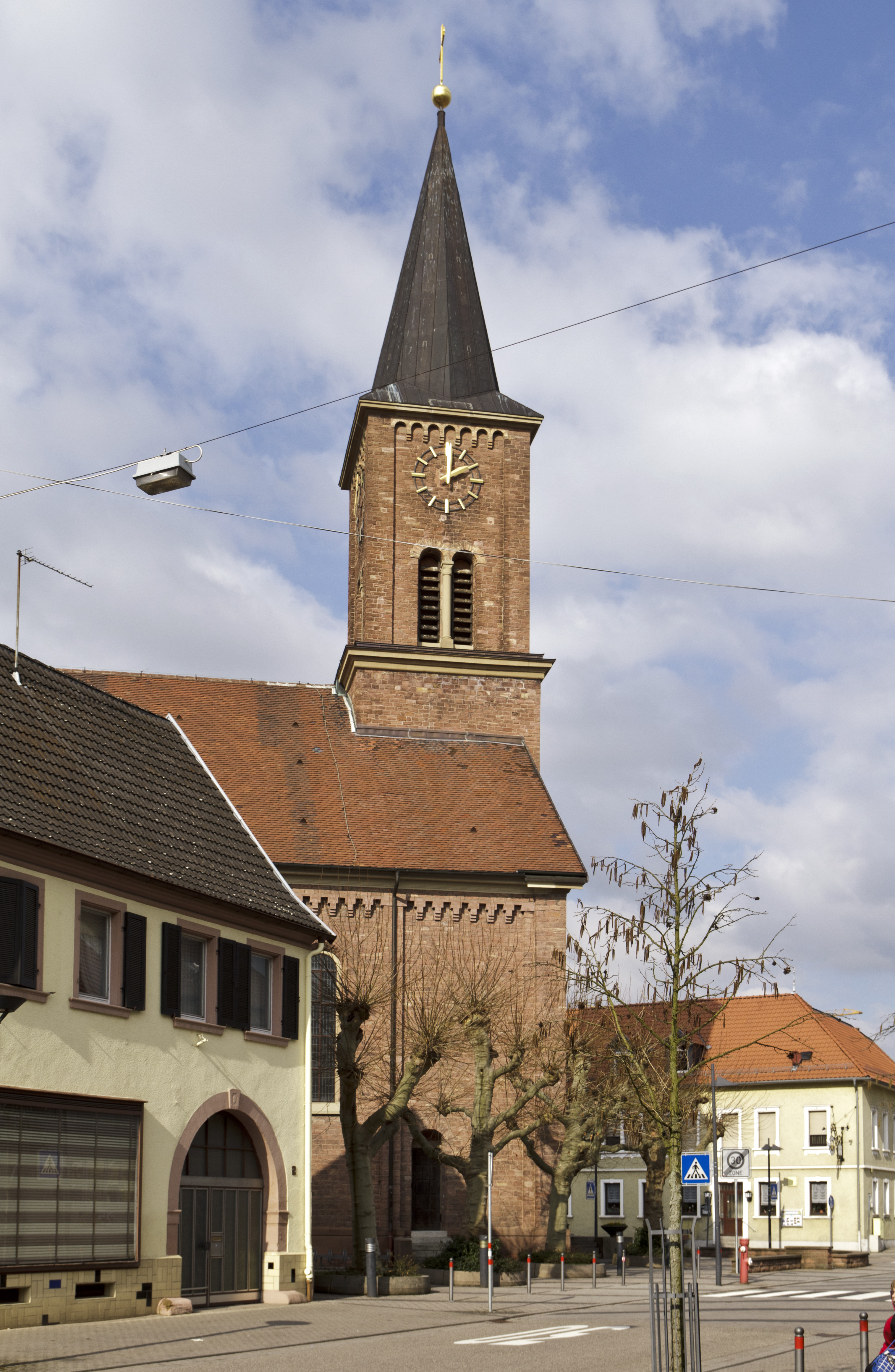
Kath. St.-Jodokus-Kirche in Wiesental
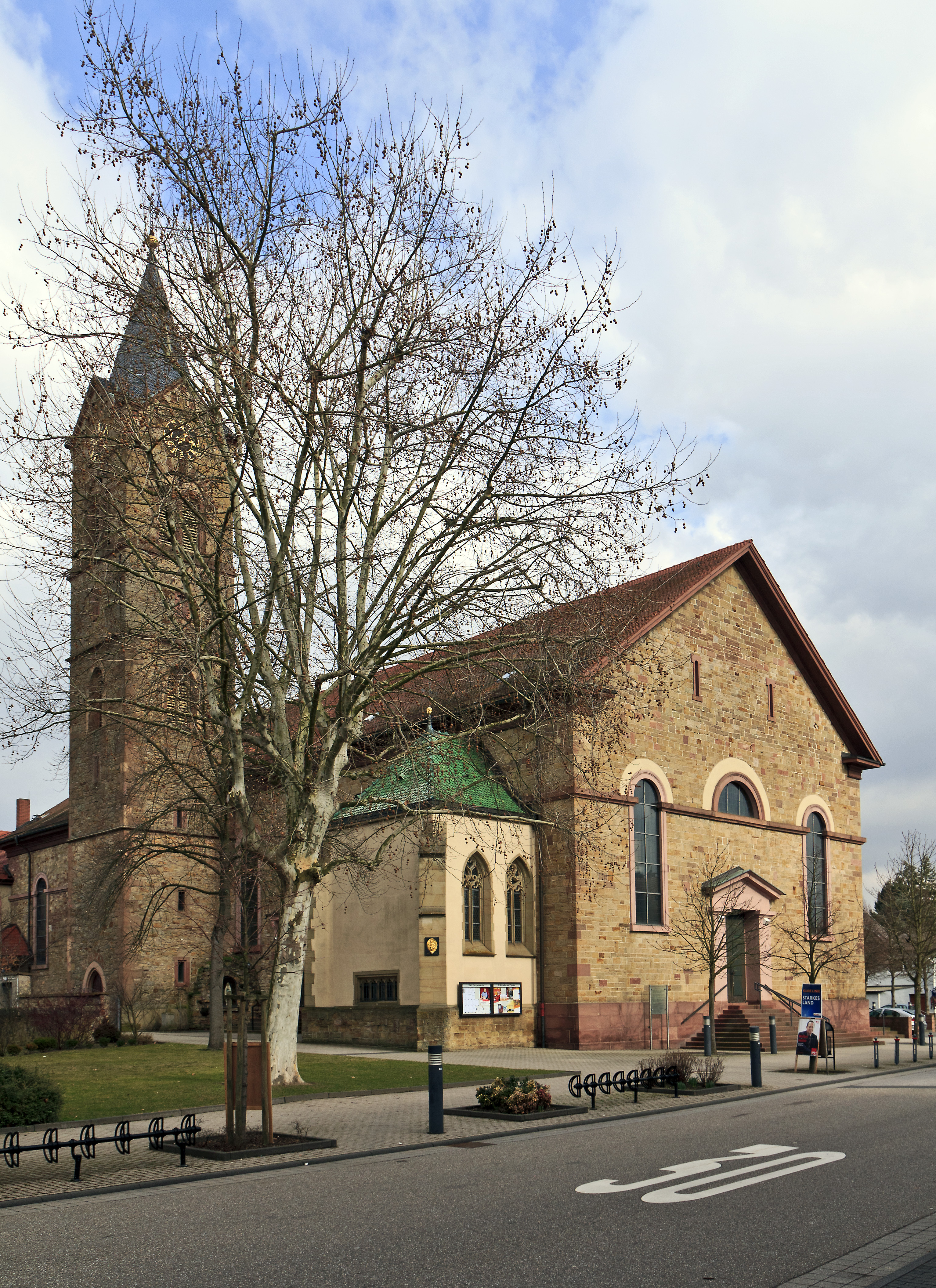
Kath. Kirche St. Kornelius und Cyprian in Kirrlach
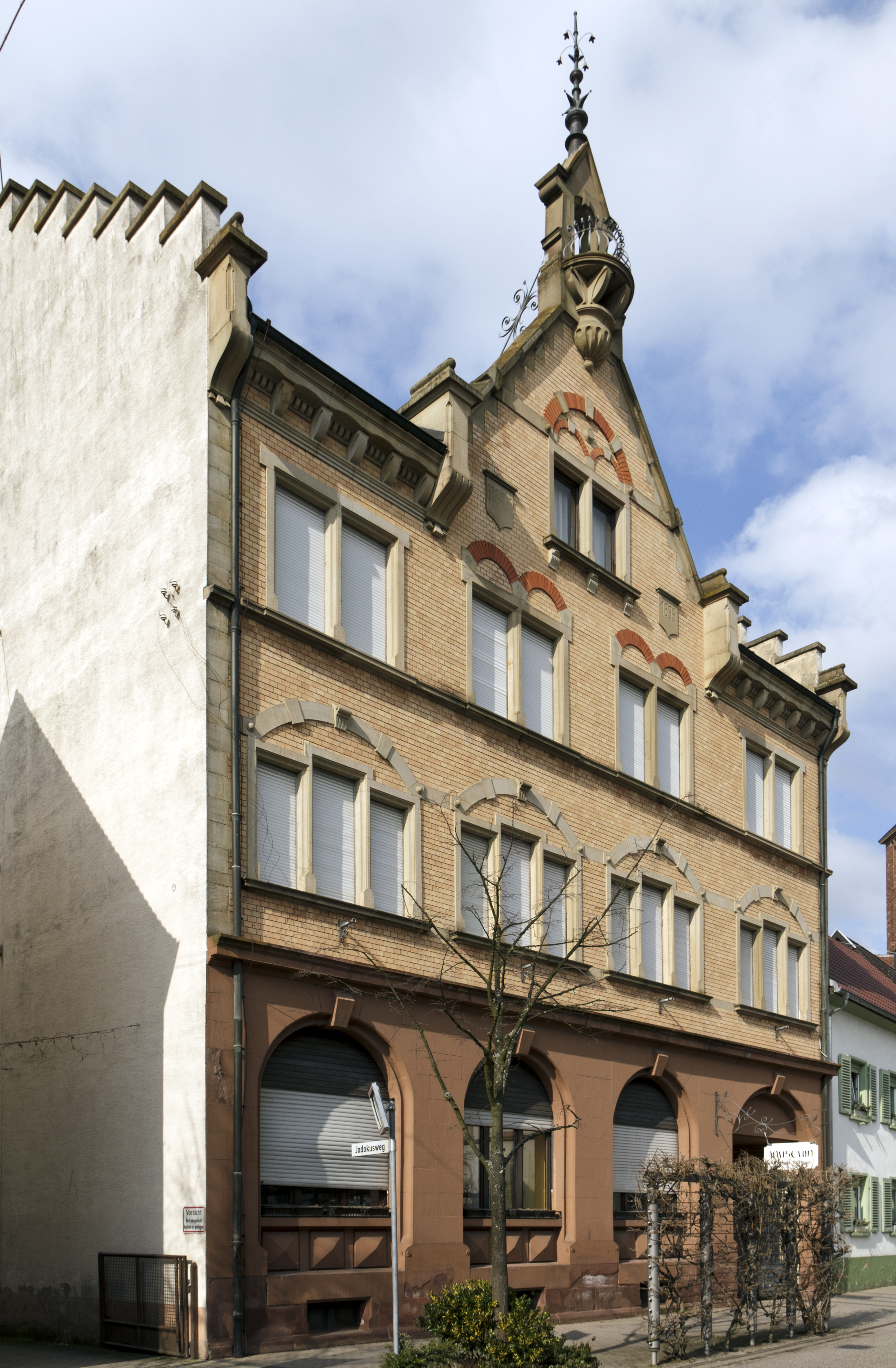
Altes Rathaus in Wiesental
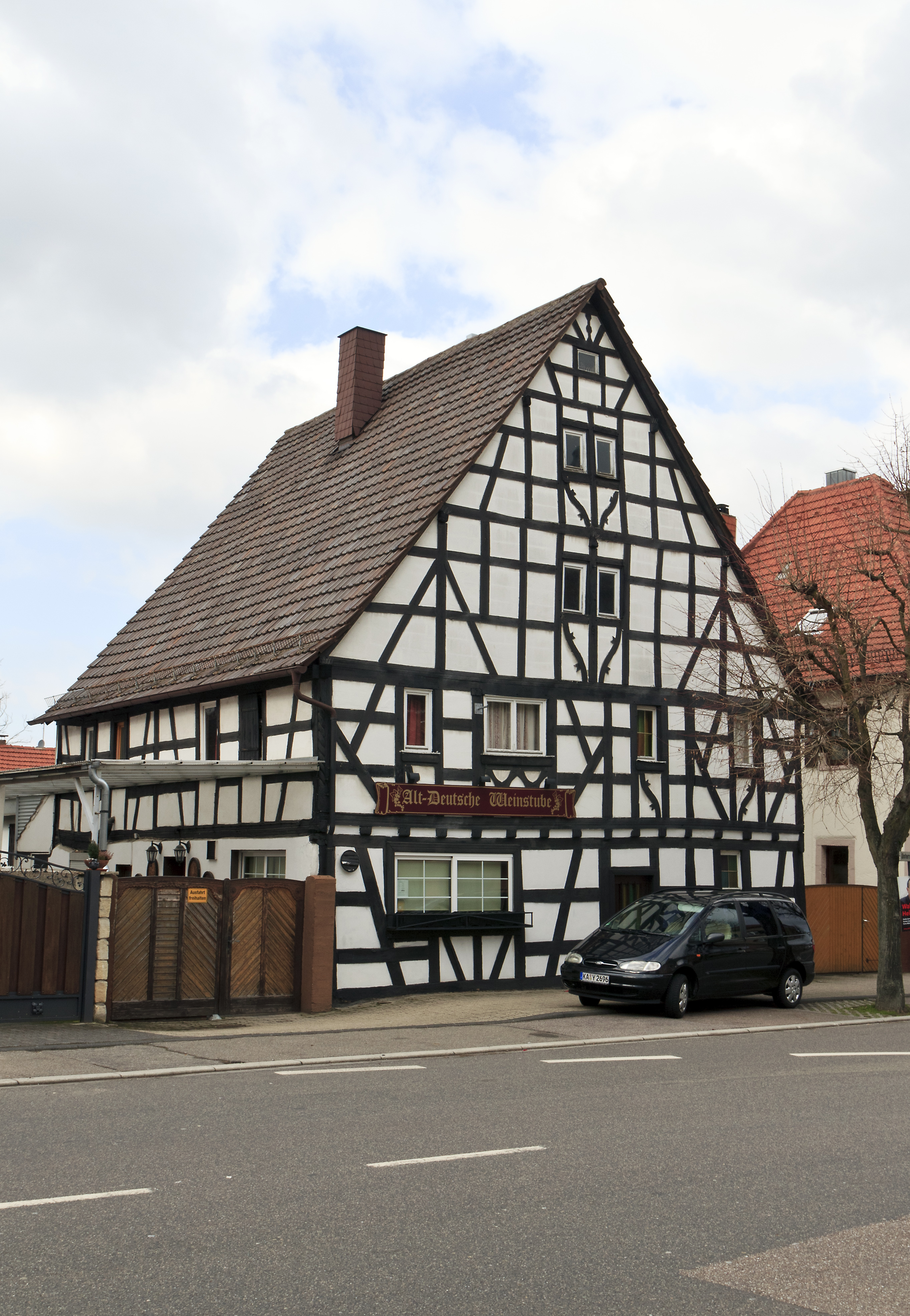
Altdeutsche Weinstube in Kirrlach

### Ferienstraßen
Wiesental und Kirrlach liegen an zwei bedeutenden touristischen Straßen:
- Badische Spargelstraße, die von Schwetzingen nach Lichtenau-Scherzheim führt.
- Bertha Benz Memorial Route, von Mannheim nach Pforzheim und über Waghäusel wieder zurück nach Mannheim.

### Veranstaltungen
In der Stadt gibt es neben den Vereinsfesten und Konzerten der Musik- und Gesangsvereine unter dem Jahr mehrere kulturelle Veranstaltungen, zu denen zahlreiche Besucher auch aus anderen Gemeinden kommen:
- Stadtfest auf dem Gelände der Eremitage, erstmals 2002 (weitere Stadtfeste 2005, 2008, 2013, 2018)
- Zucker Wag & Häusel, Sommerfestival auf dem Eremitage-Gelände mit Live-Acts, Garten- und Handwerksausstellung, erstmals Mai/Juni 2019
- Klingende Eremitage, wechselndes kulturelles Programm
- Faschingsumzug in Wiesental, seit 1984
- Straßenfest in Kirrlach und Wiesental
- Frühlingsfest und Kerwe in Kirrlach und Wiesental
- Stallweihnacht, auf dem Forlenhof
- Weihnachtsmarkt in Kirrlach und Wiesental

Daneben gibt es mehrere Theatergruppen, die mehrfach im Jahr ihre Stücke spielen:
- Amateurtheater Parole e. V. Wiesental, Pfarrsaal Wiesental
- Mundart-Theater Wissädalä Duddärä, Turnhalle Bolandenschule II
- Die kleine Bühne, Sängerheim GV Sängerbund 1862 e. V. Wiesental sowie Pfarrsaal Kirrlach
- Klimpermimen, Pfarrsaal Wiesental

### Vereine
- FC Olympia 1919 e. V. Kirrlach
- Skifreunde Waghäusel 1987 e. V.
- Astronomiefreunde 2000 Waghäusel e. V.
- Reit und Fahrverein Kirrlach e. V.
- Reit und Fahrverein Wiesental e. V.
- Deutscher Schäferhundeverein e. V.

## Persönlichkeiten

### Ehrenbürger
- Valentin Brenzinger (1910–1986), Geistlicher Rat, Pfarrer in Wiesental von 1947 bis 1980
- Friedrich Müller (1922–2014), deutscher Politiker (SPD), MdL (Baden-Württemberg), Landrat des ehemaligen Landkreises Bruchsal von 1961 bis 1973
- Emil Groß (1923–2006), Bürgermeister der Gemeinde Wiesental von 1962 bis 1974
- Ernst Oechsler (1912–1997), Bürgermeister der Gemeinde Kirrlach von 1948 bis 1974
- Robert Straub (* 1935 in Kirrlach), Bürgermeister der Stadt Waghäusel von 1975 bis 1999
- Walter Heiler (* 1954 in Kirrlach) Bürgermeister und Oberbürgermeister der Stadt Waghäusel von 1999–2022, MdL von 1992–2001 und 2006–2016
- Friedrich Osswald (1914–2008 in Wiesental), Arzt in Wiesental; Ehrenringträger der Stadt Waghäusel

### Söhne und Töchter der Gemeinde
- Richard Seider (1913–1988), geboren in Wiesental, Papyrologe und Paläograph
- Johann Herberger (1919–2002), geboren in Wiesental, Fußballspieler und Fußballtrainer
- Friedrich Müller (1922–2014), geboren in Kirrlach, Volkswirt und Politiker (SPD), Landrat, Landtagsabgeordneter
- Roland Baader (1940–2012), geboren in Kirrlach, Diplom-Volkswirt und freier Publizist meist zum klassischen Liberalismus
- Werner Schmidt (* 1943), Mediziner und Hochschullehrer
- Walter A. Oechsler (1947–2013), geb. in Kirrlach, Wirtschaftswissenschaftler
- Uta Elisabeth Hassler (* 1950), Architekturtheoretikerin
- Monika Knoche (* 1954), geboren in Kirrlach, Politikerin (GRÜNE, Linke), MdB
- Walter Heiler (* 1954), geboren in Kirrlach, Politiker (SPD), Landtagsabgeordneter, Bürgermeister
- Louise Hoffner (* 1963), Musikerin (Künstlername: Lou)
- Markus Rolli (* 1991), Triathlet
- Benedikt Jäckle (* 1996/97), Jazzmusiker

### Persönlichkeiten, die in Waghäusel wirken oder gewirkt haben
- Martin von Cochem (1634–1712), Ordenspriester und Volksschriftsteller zahlreicher religiöser Bücher, die eine weltweite Verbreitung fanden
- Lars Stindl (* 1988 in Speyer), Fußballprofi beim Karlsruher SC, ehemals Borussia Mönchengladbach und Hannover 96, aufgewachsen im Ortsteil Wiesental und aktuell wieder in Waghäusel lebend.
- Rüdiger Klink (* 1971 in Karlsruhe), Schauspieler, bekannt z. B. aus den TV-Serien Babylon Berlin und Tatort, lebt in Berlin und ist im Ortsteil Wiesental aufgewachsen.
- Erik Weispfennig (* 1969), Radsportler, lebt in Kirrlach und organisiert Radsportveranstaltungen
- Saliha Özcan (* 1988), deutsch-türkische Webvideoproduzentin („Sallys Welt“)